# Duži
Duži är en ort i Montenegro. Den ligger i den centrala delen av landet, 60 km norr om huvudstaden Podgorica. Duži ligger 986 meter över havet och antalet invånare är 280.
Terrängen runt Duži är huvudsakligen kuperad, men åt sydväst är den bergig. Duži ligger nere i en dal. Runt Duži är det ganska glesbefolkat, med 48 invånare per kvadratkilometer. Närmaste större samhälle är Miločani, 19,1 km sydväst om Duži. Omgivningarna runt Duži är en mosaik av jordbruksmark och naturlig växtlighet.